# Суюнов, Даурен Алисламович
Даурен Алисламович Суюнов (каз. Дәурен Әлисламұлы Сүйінов; род. 6 августа 1990, Алма-Ата) — казахстанский футболист, полузащитник клуба «AKAS».

## Клубная карьера
Футбольную карьеру начинал в 2009 году.
В 2011 году подписал контракт с клубом «Жетысу». 4 апреля 2011 года в матче против клуба «Тараз» дебютировал в казахстанской Премьер-лиге (1:0).

## Достижения
«Жетысу»
- Серебряный призёр чемпионата Казахстана: 2011

## Клубная статистика
| Игровая карьера | Игровая карьера | Игровая карьера | Лига | Лига | Кубок | Кубок | Межд. | Межд. | Др. | Др. |
| --------------- | --------------- | --------------- | ---- | ---- | ----- | ----- | ----- | ----- | --- | --- |
| 2017            | Рузаевка        | В               | 29   | 1    | 2     | 0     | —     | —     | —   | —   |
| 2018            | ЦСКА (Алма-Ата) | В               | 19   | 1    | 2     | 1     | —     | —     | —   | —   |
| 2018            | Экибастуз       | Б               | 12   | 0    | —     | —     | —     | —     | —   | —   |
| 2019            | Экибастуз       | Б               | 25   | 1    | 2     | 0     | —     | —     | —   | —   |
| 2020            | Экибастуз       | Б               | 8    | 0    | —     | —     | —     | —     | —   | —   |
| 2022            | Хан-Тенгри      | В               | 23   | 1    | 1     | 0     | —     | —     | —   | —   |